# Nati nel 1872
| Questa pagina contiene informazioni ricavate automaticamente dalle voci biografiche con l'ausilio del template Bio e di un bot. L'aggiornamento è periodico e automatico e ricostruisce completamente la pagina. Se manca una persona in questa lista, sei pregato di non aggiungerla, ma accertati piuttosto che la sua voce biografica contenga il template Bio e che i dati anagrafici siano correttamente compilati. Se il template Bio manca, inseriscilo tu stesso o, in alternativa, metti l'avviso {{tmp\|Bio}} che ne segnala la mancanza. Se i dati riportati sono sbagliati, correggi direttamente la voce biografica; le modifiche saranno visibili in questa lista entro pochi giorni. Per chiarimenti vedi il progetto biografie. La lista contiene solo le 780 persone che sono citate nell'enciclopedia e per le quali è stato implementato correttamente il template Bio. Pagina aggiornata al 10 ago 2025. |

## Gennaio(68)
- 1º gennaio - Miguel Cabanellas Ferrer, generale e politico spagnolo († 1938)
- 1º gennaio - Augusto Castrucci, sindacalista italiano († 1952)
- 1º gennaio - Gemma Cuniberti, attrice teatrale e commediografa italiana († 1940)
- 1º gennaio - James Young, regista, attore e sceneggiatore statunitense († 1948)
- 3 gennaio - John Patterson, fisico e meteorologo canadese († 1956)
- 4 gennaio - Tytus Maksymilian Huber, ingegnere polacco († 1950)
- 4 gennaio - Raymond Carroll Osburn, zoologo statunitense († 1955)
- 4 gennaio - Edmund Rumpler, ingegnere austriaco († 1940)
- 4 gennaio - Albert Tyler, astista statunitense († 1945)
- 5 gennaio - Carl Magee, avvocato e editore statunitense († 1946)
- 6 gennaio - Henri Büsser, compositore, organista e direttore d'orchestra francese († 1973)
- 6 gennaio - Aleksandr Nikolaevič Skrjabin, compositore e pianista russo († 1915)
- 7 gennaio - Giovanni Costantini, pittore e decoratore italiano († 1947)
- 7 gennaio - Angelo Gamba, tenore italiano († 1908)
- 9 gennaio - Ivar Lykke, politico norvegese († 1949)
- 10 gennaio - Edward Babcock, lottatore statunitense († 1936)
- 11 gennaio - Herbert Baddeley, tennista britannico († 1931)
- 11 gennaio - Wilfred Baddeley, tennista inglese († 1929)
- 11 gennaio - Paul Graener, compositore e direttore d'orchestra tedesco († 1944)
- 11 gennaio - Georg Karo, archeologo tedesco († 1963)
- 12 gennaio - Ferdinando Micheli, medico e patologo italiano († 1937)
- 12 gennaio - Zekiye Sultan, principessa ottomana († 1950)
- 14 gennaio - Georges Ivanovič Gurdjieff, filosofo, scrittore e mistico armeno († 1949)
- 14 gennaio - Peppino Mereu, poeta italiano († 1901)
- 14 gennaio - Henry Petty-Fitzmaurice, VI marchese di Lansdowne, militare e politico britannico († 1936)
- 15 gennaio - José Alves Correia da Silva, vescovo cattolico portoghese († 1957)
- 15 gennaio - Arsen Borisovič Kocoev, scrittore e traduttore russo († 1944)
- 15 gennaio - Ahmed Lutfi al-Sayyed, politico, diplomatico e attivista egiziano († 1963)
- 15 gennaio - Hugo Rüster, canottiere tedesco († 1962)
- 15 gennaio - Vincenzo Spampanato, storico della filosofia italiano († 1928)
- 16 gennaio - Ettore Burzi, pittore italiano († 1937)
- 16 gennaio - Edward Gordon Craig, attore teatrale, scenografo e regista teatrale britannico († 1966)
- 16 gennaio - Paolo Manna, presbitero italiano († 1952)
- 17 gennaio - Giuseppe Locatelli, storico, letterato e presbitero italiano († 1951)
- 17 gennaio - Henri Masson, schermidore francese († 1963)
- 18 gennaio - Giulio Del Pelo Pardi, agronomo italiano († 1952)
- 18 gennaio - Paul Léautaud, scrittore e critico teatrale francese († 1956)
- 18 gennaio - Emanuele d'Orléans, nobile († 1931)
- 19 gennaio - María Enriqueta Camarillo, poetessa, romanziera e traduttrice messicana († 1968)
- 19 gennaio - Rosina Storchio, soprano italiano († 1945)
- 19 gennaio - Frederic Storck, scultore romeno († 1942)
- 19 gennaio - Hidesaburō Ueno, agronomo giapponese († 1925)
- 20 gennaio - Julia Morgan, architetta statunitense († 1957)
- 22 gennaio - Rocco Caliandro, vescovo cattolico italiano († 1924)
- 22 gennaio - Giovanni Cicconetti, geodeta italiano († 1953)
- 22 gennaio - Penvhyn Llewellyn Neville, calciatore gallese
- 22 gennaio - Nicola di Grecia, principe greco († 1938)
- 22 gennaio - Katai Tayama, scrittore giapponese († 1930)
- 23 gennaio - Otto Cartellieri, storico e archivista tedesco († 1930)
- 23 gennaio - Paul Langevin, fisico francese († 1946)
- 23 gennaio - Lafe McKee, attore statunitense († 1959)
- 23 gennaio - Jože Plečnik, architetto sloveno († 1957)
- 24 gennaio - Julij Aichenwal'd, critico letterario russo († 1928)
- 24 gennaio - Gleb Maksimilianovič Kržižanovskij, rivoluzionario, politico e ingegnere russo († 1959)
- 24 gennaio - Albert Samama-Chikli, regista e fotografo tunisino († 1934)
- 24 gennaio - Morris Travers, chimico britannico († 1961)
- 25 gennaio - Eleanor Fortescue-Brickdale, pittrice inglese († 1945)
- 25 gennaio - Robert McWade, attore statunitense († 1938)
- 26 gennaio - Arthur Blake, mezzofondista e maratoneta statunitense († 1944)
- 26 gennaio - Emilio Pasini, pittore italiano († 1953)
- 26 gennaio - Maurice Pujo, giornalista e politico francese († 1955)
- 27 gennaio - Edoardo Imparati, ornitologo e naturalista italiano († 1945)
- 27 gennaio - Philip W. Sergeant, scrittore e scacchista britannico († 1952)
- 28 gennaio - Otto Braun, politico tedesco († 1955)
- 30 gennaio - Eduard Bloch, medico austriaco († 1945)
- 31 gennaio - Zane Grey, scrittore statunitense († 1939)
- 31 gennaio - Rupert Hughes, scrittore, sceneggiatore e regista statunitense († 1956)
- 31 gennaio - Giuseppe Signore, vescovo cattolico italiano († 1944)

## Febbraio(53)
- 1º febbraio - Guido Bertini, commediografo, poeta e pittore italiano († 1938)
- 1º febbraio - Alberto Bonzani, militare e politico italiano († 1935)
- 1º febbraio - Clara Butt, contralto britannico († 1936)
- 1º febbraio - Paul Fort, poeta e drammaturgo francese († 1960)
- 1º febbraio - Andrew P. Kehoe, assassino statunitense († 1927)
- 2 febbraio - Tomé de Barros Queirós, politico portoghese († 1925)
- 2 febbraio - Giuseppe Chiovenda, giurista italiano († 1937)
- 3 febbraio - Benedict Lust, medico tedesco († 1945)
- 3 febbraio - Sydney Howard Smith, tennista e giocatore di badminton britannico († 1947)
- 4 febbraio - Giovanni Lombardi, giurista e politico italiano († 1946)
- 4 febbraio - Biagio Longo, botanico italiano († 1950)
- 4 febbraio - Umberto Savoja, ingegnere aeronautico e militare italiano († 1954)
- 5 febbraio - William Nicholson, pittore britannico († 1949)
- 5 febbraio - Selma Rıza, giornalista turca († 1931)
- 6 febbraio - Luigi Bertoni, anarchico e tipografo svizzero († 1947)
- 6 febbraio - Hamad ibn Isa Al Khalifa, sovrano bahreinita († 1942)
- 6 febbraio - Robert Maillart, ingegnere svizzero († 1940)
- 6 febbraio - Alfred Mombert, poeta, scrittore e drammaturgo tedesco († 1942)
- 8 febbraio - Abe Hartley, calciatore scozzese († 1909)
- 8 febbraio - Theodor Lessing, filosofo tedesco († 1933)
- 8 febbraio - Nikolaj Panin-Kolomenkin, pattinatore artistico su ghiaccio e tiratore a segno russo († 1956)
- 9 febbraio - Edith Maryon, scultrice e esoterista inglese († 1924)
- 9 febbraio - Armen Garo, politico e attivista armeno († 1923)
- 9 febbraio - John Pratt, IV marchese di Camden, nobile inglese († 1943)
- 9 febbraio - Carl Wilhelm, regista, sceneggiatore e produttore cinematografico austriaco († 1936)
- 11 febbraio - Mario Chiodo Grandi, pittore italiano († 1937)
- 11 febbraio - Hannah Mitchell, attivista inglese († 1956)
- 12 febbraio - Guillermo Hayden Wright, giocatore di polo messicano († 1949)
- 13 febbraio - Vincenzo Pilotti, architetto e ingegnere italiano († 1956)
- 13 febbraio - Kate Price, attrice irlandese († 1943)
- 13 febbraio - Joseph Segond, filosofo francese († 1954)
- 14 febbraio - Mario Abbiate, politico, sindacalista e avvocato italiano († 1954)
- 14 febbraio - Otto Ackermann, pittore tedesco († 1953)
- 16 febbraio - Gianni Bucceri, compositore e direttore d'orchestra italiano († 1953)
- 16 febbraio - Carlo Alfonso Nallino, islamista e arabista italiano († 1938)
- 17 febbraio - Giuseppe Gaudenzi, politico italiano († 1936)
- 18 febbraio - Macario III di Alessandria, vescovo cristiano orientale egiziano († 1945)
- 19 febbraio - Elisar von Kupffer, pittore, poeta e storico estone († 1942)
- 19 febbraio - Johan Pitka, ammiraglio estone († 1944)
- 20 febbraio - William Lygon, VII conte Beauchamp, politico e nobile britannico († 1938)
- 22 febbraio - Giovanni Bertinetti, scrittore e commediografo italiano († 1950)
- 22 febbraio - Enrico La Loggia, politico italiano († 1960)
- 22 febbraio - Frank Worsley, esploratore e navigatore neozelandese († 1943)
- 24 febbraio - John Jarvis, nuotatore e pallanuotista britannico († 1933)
- 24 febbraio - Hans Junkermann, attore tedesco († 1943)
- 24 febbraio - Gustave Sandras, ginnasta francese († 1951)
- 25 febbraio - Alice Bailly, pittrice svizzera († 1938)
- 25 febbraio - Rose Pettigrew, modella britannica
- 27 febbraio - Elliott O'Donnell, scrittore britannico († 1965)
- 27 febbraio - Alexandru Vaida-Voevod, politico rumeno († 1950)
- 28 febbraio - Louis Besson, fisico e meteorologo francese († 1944)
- 28 febbraio - Mehdi Frashëri, politico albanese († 1963)
- 29 febbraio - Nicolai Rygg, economista norvegese († 1957)

## Marzo(63)
- 1º marzo - Luigi Marangoni, ingegnere italiano († 1950)
- 2 marzo - Vittorio Fassone, compositore italiano († 1953)
- 2 marzo - Rudolf Helm, filologo classico tedesco († 1966)
- 2 marzo - Georges Jourdan, schermidore francese
- 2 marzo - Kazimierz Kelles-Krauz, filosofo polacco († 1905)
- 3 marzo - Benjamin Minge Duggar, botanico statunitense († 1956)
- 3 marzo - Amerigo Guasti, attore italiano († 1926)
- 3 marzo - Wee Willie Keeler, giocatore di baseball e allenatore di baseball statunitense († 1923)
- 3 marzo - Louis Treumann, tenore austriaco († 1943)
- 4 marzo - Kini Kapahu Wilson, ballerina, musicista e cantante statunitense († 1962)
- 4 marzo - George Leveson-Gower, III conte Granville, diplomatico inglese († 1939)
- 5 marzo - Giovanni Losavio, compositore e direttore d'orchestra italiano († 1956)
- 5 marzo - Joaquim Malats, compositore e pianista spagnolo († 1912)
- 5 marzo - Shōnen Matsumura, entomologo giapponese († 1960)
- 5 marzo - Ivan Nikolaevič Pavlov, pittore e incisore russo († 1951)
- 6 marzo - Johan Bojer, scrittore norvegese († 1959)
- 6 marzo - Antonio Carranti, politico italiano († 1930)
- 6 marzo - Antoine-Pierre-Jean Fourquet, missionario e arcivescovo cattolico francese († 1952)
- 6 marzo - Paul Juon, compositore russo († 1940)
- 6 marzo - Agnes Morton, tennista britannica († 1952)
- 6 marzo - İbrahim ağa Usubov, generale azero († 1920)
- 7 marzo - Robert Linzeler, gioielliere francese († 1941)
- 7 marzo - Piet Mondrian, pittore olandese († 1944)
- 7 marzo - Giuseppe Pometta, scrittore svizzero († 1953)
- 8 marzo - Francesco Guglielmino, poeta, latinista e critico letterario italiano († 1956)
- 8 marzo - Anna Held, attrice e cantante polacca († 1918)
- 9 marzo - Ella Ewing, statunitense († 1913)
- 10 marzo - Fabiano Landi, missionario e vescovo italiano († 1920)
- 11 marzo - Siegfried Flesch, schermidore austriaco († 1939)
- 13 marzo - Karl von Keissler, micologo austriaco († 1965)
- 13 marzo - Joseph Rosemeyer, ciclista su strada tedesco († 1919)
- 13 marzo - Oswald Garrison Villard, giornalista statunitense († 1949)
- 14 marzo - Léon Delagrange, aviatore e scultore francese († 1910)
- 14 marzo - Gaspare Di Maio, commediografo italiano († 1930)
- 14 marzo - Oleksa Novakivs'kyj, pittore e insegnante ucraino († 1935)
- 14 marzo - Émile Vernon, pittore francese († 1920)
- 15 marzo - Paul Berthon, pittore, decoratore e pubblicitario francese († 1934)
- 15 marzo - Otto Haas, imprenditore tedesco († 1960)
- 17 marzo - Angelo Massardo, ingegnere e avvocato italiano († 1947)
- 18 marzo - Juan Anderson, calciatore argentino († 1932)
- 18 marzo - Konst'ant'ine Marjanishvili, attore, regista teatrale e regista cinematografico georgiano († 1933)
- 19 marzo - Gaetano Chiaromonte, scultore e pittore italiano († 1962)
- 19 marzo - Sergej Pavlovič Djagilev, impresario teatrale e direttore artistico russo († 1929)
- 20 marzo - Karin Michaëlis, scrittrice e giornalista danese († 1950)
- 20 marzo - Sof'ja Nikolaevna Smidovič, rivoluzionaria e politica russa († 1934)
- 20 marzo - Antonio Vela, canottiere spagnolo († 1950)
- 21 marzo - Karl Strünckmann, psichiatra tedesco († 1953)
- 23 marzo - Michael Joseph Savage, politico neozelandese († 1940)
- 24 marzo - Walther Reinhardt, militare tedesco († 1930)
- 24 marzo - Emilio Veratti, patologo e batteriologo italiano († 1967)
- 25 marzo - Vito Pardo, scultore italiano († 1933)
- 26 marzo - Émile Armand, anarchico e filosofo francese († 1962)
- 28 marzo - Ingolf Elster Christensen, politico norvegese († 1943)
- 28 marzo - Otto Dimroth, chimico tedesco († 1940)
- 28 marzo - José Sanjurjo, generale spagnolo († 1936)
- 28 marzo - Pier Augusto Tagliaferri, pittore e decoratore italiano († 1909)
- 29 marzo - Stefano Bersani, pittore e decoratore italiano († 1914)
- 29 marzo - Giorgio Dal Piaz, geologo e paleontologo italiano († 1962)
- 29 marzo - Italo Pacchioni, inventore e fotografo italiano († 1940)
- 30 marzo - Misia Sert, pianista e modella russa († 1950)
- 30 marzo - Sergej Nikiforovič Vasilenko, compositore russo († 1956)
- 31 marzo - Arthur Griffith, patriota e politico irlandese († 1922)
- 31 marzo - Aleksandra Michajlovna Kollontaj, rivoluzionaria russa († 1952)

## Aprile(64)
- 1º aprile - Antonio Maria Antoniazzi, astronomo italiano († 1925)
- 1º aprile - Angelo Pinetti, storico italiano († 1930)
- 2 aprile - Henri Leclerc, cavaliere francese († 1916)
- 2 aprile - Hans Lietzmann, pittore e disegnatore tedesco († 1955)
- 3 aprile - Arthur Byron, attore statunitense († 1943)
- 4 aprile - Henry Bataille, scrittore, poeta e pittore francese († 1922)
- 4 aprile - Giuseppe Gabrieli, orientalista e bibliotecario italiano († 1942)
- 4 aprile - Pēteris Juraševskis, politico lettone († 1945)
- 4 aprile - Arthur Kaufmann, giurista e scacchista austriaco († 1938)
- 4 aprile - Alois Scheiwiler, vescovo cattolico svizzero († 1938)
- 5 aprile - David Pinski, scrittore e sceneggiatore russo († 1959)
- 6 aprile - Frederick Cresser, canottiere statunitense († 1919)
- 6 aprile - Giuseppe De Michelis, diplomatico e politico italiano († 1951)
- 6 aprile - Roberto Segre, generale e storico italiano († 1936)
- 6 aprile - Elisa Severi, attrice italiana († 1930)
- 8 aprile - Iwan Bloch, dermatologo e psichiatra tedesco († 1922)
- 8 aprile - William Worthington, attore e regista statunitense († 1941)
- 9 aprile - Léon Blum, politico francese († 1950)
- 9 aprile - Tito Camillo Cazzaniga, matematico italiano († 1900)
- 9 aprile - Ida Mango, scrittrice e traduttrice italiana
- 10 aprile - Giuseppe Francesco Danza, magistrato e politico italiano († 1938)
- 10 aprile - Carlo Severini, matematico italiano († 1951)
- 11 aprile - Romolo Bacchini, regista, musicista e attore italiano († 1938)
- 11 aprile - Aleksander Stavre Drenova, poeta, pubblicista e patriota albanese († 1947)
- 12 aprile - Francesca Bonnemaison Farriols, bibliotecaria spagnola († 1949)
- 12 aprile - Pasquale Calapso, matematico italiano († 1934)
- 12 aprile - Nikola Mušanov, politico bulgaro († 1951)
- 12 aprile - Georges Urbain, chimico francese († 1938)
- 12 aprile - Gian Luca Zanetti, avvocato, giornalista e editore italiano († 1926)
- 13 aprile - John Cameron, calciatore e allenatore di calcio scozzese († 1935)
- 13 aprile - Jan Szczepanik, inventore polacco († 1926)
- 13 aprile - Ellaline Terriss, attrice inglese († 1971)
- 17 aprile - Hendrik Christian Andersen, scultore, pittore e urbanista statunitense († 1940)
- 17 aprile - Angelo Brugnoli, presbitero e sindacalista italiano († 1970)
- 17 aprile - Luigi Filippo De Magistris, geografo italiano († 1950)
- 17 aprile - Mark M. Dintenfass, produttore cinematografico austro-ungarico († 1933)
- 17 aprile - William Dove, golfista britannico († 1944)
- 18 aprile - Bernard Ogilvie Dodge, botanico statunitense († 1960)
- 18 aprile - Baldassarre Mazzucchelli, militare italiano († 1918)
- 20 aprile - Hugh Watson, ufficiale britannico († 1954)
- 21 aprile - Salvatore Corvaya, pittore italiano († 1962)
- 22 aprile - Claude Holgate, lottatore statunitense († 1937)
- 22 aprile - Robert Reinert, regista e sceneggiatore austriaco († 1928)
- 22 aprile - Margherita di Prussia, principessa prussiana († 1954)
- 23 aprile - Domenico Raucci, pittore italiano († 1935)
- 25 aprile - Celestino Bes, generale italiano († 1953)
- 25 aprile - Carlo Conti Rossini, orientalista italiano († 1949)
- 25 aprile - Giovanni D'Achiardi, mineralogista e politico italiano († 1944)
- 25 aprile - Gioele Solari, filosofo e giurista italiano († 1952)
- 26 aprile - Angelo Chiarini, funzionario e politico italiano († 1943)
- 26 aprile - Stanisław Haller de Hallenburg, generale polacco († 1940)
- 26 aprile - Ľudmila Podjavorinská, scrittrice e poetessa slovacca († 1951)
- 26 aprile - William Desmond Taylor, regista, attore e produttore cinematografico irlandese († 1922)
- 27 aprile - Charles Prince, attore e regista francese († 1933)
- 28 aprile - Carl Bonde, cavaliere svedese († 1957)
- 29 aprile - Eyvind Alnæs, musicista norvegese († 1932)
- 29 aprile - Forest Ray Moulton, astronomo e matematico statunitense († 1952)
- 29 aprile - Harry Payne Whitney, imprenditore statunitense († 1930)
- 30 aprile - Luigi Barlassina, patriarca cattolico italiano († 1947)
- 30 aprile - Claudio Fogolin, imprenditore, ciclista e pilota automobilistico italiano († 1945)
- 30 aprile - Half Moon, giocatore di lacrosse canadese († 1948)
- 30 aprile - Henri Hirschmann, musicista e compositore francese († 1961)
- 30 aprile - Emil Mörsch, ingegnere tedesco († 1950)
- 30 aprile - Émile François Ouchard, archettaio francese († 1951)

## Maggio(65)
- 1º maggio - Hugo Alfvén, compositore, direttore d'orchestra e violinista svedese († 1960)
- 1º maggio - Sidónio Pais, politico portoghese († 1918)
- 2 maggio - Harold Fowler McCormick, imprenditore statunitense († 1941)
- 2 maggio - Ichiyō Higuchi, scrittrice e poetessa giapponese († 1896)
- 2 maggio - Richard Wallace, schermidore francese († 1941)
- 3 maggio - Arthur Holmes Howell, zoologo statunitense († 1940)
- 3 maggio - Símun av Skarði, poeta, politico e insegnante faroese († 1942)
- 4 maggio - Jacques Baudrier, velista francese († 1947)
- 4 maggio - Vinzenz Bronzin, matematico italiano († 1970)
- 4 maggio - Alexander Mitchell Palmer, politico statunitense († 1936)
- 5 maggio - Georges-François-Xavier-Marie Grente, cardinale e arcivescovo cattolico francese († 1959)
- 5 maggio - Norman Kemp Smith, filosofo scozzese († 1958)
- 6 maggio - Ahmed Cemal Pascià, generale e politico turco († 1922)
- 6 maggio - William Bowie, geodeta statunitense († 1940)
- 6 maggio - Willem de Sitter, matematico, fisico e astronomo olandese († 1934)
- 8 maggio - Friedrich Ludwig, musicologo tedesco († 1930)
- 8 maggio - Giovanni Sanvitale, ingegnere e fotografo italiano († 1951)
- 9 maggio - Pierre Biétry, sindacalista e politico francese († 1918)
- 10 maggio - Charlie Athersmith, calciatore inglese († 1910)
- 10 maggio - Marcel Mauss, antropologo, sociologo e storico delle religioni francese († 1950)
- 11 maggio - Maximilian Bayer, militare prussiano († 1917)
- 11 maggio - Amalia Moretti Foggia, giornalista e medica italiana († 1947)
- 12 maggio - Georgij Aleksandrovič Jur'evskij, russo († 1913)
- 12 maggio - Anton Korošec, gesuita e politico sloveno († 1940)
- 12 maggio - Eleanor Rathbone, politica britannica († 1946)
- 12 maggio - August Vermeylen, scrittore belga († 1945)
- 13 maggio - Alfredo Galletti, critico letterario italiano († 1962)
- 14 maggio - Michail Semënovič Cvet, botanico russo († 1919)
- 14 maggio - Elia Dalla Costa, cardinale e arcivescovo cattolico italiano († 1961)
- 14 maggio - Marcel Renault, pilota automobilistico e imprenditore francese († 1903)
- 16 maggio - Bernhard Pankok, architetto, designer e pittore tedesco († 1943)
- 16 maggio - Vito Mario Stampacchia, politico italiano († 1959)
- 17 maggio - Felice Castegnaro, pittore italiano († 1958)
- 18 maggio - Pasquale Jannaccone, economista italiano († 1959)
- 18 maggio - Bertrand Russell, nobile, filosofo e logico britannico († 1970)
- 19 maggio - Pasquale Gioia, vescovo cattolico italiano († 1935)
- 20 maggio - Luigi Fulci, avvocato e politico italiano († 1930)
- 20 maggio - Wivi Lönn, architetto finlandese († 1966)
- 20 maggio - Albert Steinrück, attore tedesco († 1929)
- 21 maggio - Adelaide Bernardini, scrittrice, poetessa e drammaturga italiana († 1944)
- 21 maggio - Gyda Christensen, attrice teatrale, ballerina e coreografa norvegese († 1964)
- 21 maggio - Teffi, scrittrice e drammaturga russa († 1952)
- 21 maggio - Philippe de Vilmorin, botanico e genetista francese († 1917)
- 22 maggio - Gaetano Gigli, latinista, scrittore e poeta italiano († 1954)
- 23 maggio - Julio Acosta García, politico costaricano († 1954)
- 24 maggio - Giuseppe Ferdinando d'Asburgo-Lorena, nobile († 1942)
- 25 maggio - Amédée Joyau, pittore e incisore francese († 1913)
- 25 maggio - Rajinder Singh, principe indiano († 1900)
- 25 maggio - George Stuart Robertson, tennista, discobolo e martellista britannico († 1967)
- 26 maggio - John Neely, tennista statunitense († 1941)
- 26 maggio - António Maria da Silva, politico portoghese († 1950)
- 26 maggio - Joseph Urban, architetto, scenografo e designer austriaco († 1933)
- 28 maggio - Gaele Covelli, pittore italiano († 1932)
- 28 maggio - Charles Gmelin, velocista britannico († 1950)
- 28 maggio - Otto Bahr Halvorsen, politico norvegese († 1923)
- 28 maggio - Valentino Pittoni, politico italiano († 1933)
- 28 maggio - Marian Smoluchowski, fisico e geofisico polacco († 1917)
- 29 maggio - Emilio de Gogorza, baritono e insegnante statunitense († 1949)
- 29 maggio - John Harper, pastore protestante scozzese († 1912)
- 30 maggio - Paul-Émile Janson, politico belga († 1944)
- 30 maggio - Celia Wray, architetto e attivista inglese († 1954)
- 31 maggio - Charles Greeley Abbot, astrofisico e astronomo statunitense († 1973)
- 31 maggio - Heath Robinson, illustratore e fumettista britannico († 1944)
- 31 maggio - Hamilton Revelle, attore inglese († 1958)
- 31 maggio - Mona Chalmers Watson, medico e nutrizionista britannica († 1936)

## Giugno(45)
- 1º giugno - Domenico Failutti, pittore italiano († 1923)
- 2 giugno - Orneore Metelli, pittore italiano († 1938)
- 3 giugno - Habibullah Khan, emiro afghano († 1919)
- 3 giugno - Reginald Skelton, ingegnere, fotografo e esploratore britannico († 1956)
- 5 giugno - Cesare Galeotti, compositore, direttore d'orchestra e pianista italiano († 1929)
- 5 giugno - Şehzade Mehmed Şevket, principe ottomano († 1899)
- 6 giugno - Aleksandra Fëdorovna Romanova, nobile tedesca († 1918)
- 7 giugno - Alice Nielsen, soprano e attrice teatrale statunitense († 1943)
- 7 giugno - Leonid Vital'evič Sobinov, tenore russo († 1934)
- 8 giugno - Francesco Morano, cardinale, arcivescovo cattolico e inventore italiano († 1968)
- 8 giugno - Wilhelm Ohnesorge, politico tedesco († 1962)
- 9 giugno - Raffaello Baldi Papini, dirigente d'azienda e politico italiano († 1938)
- 10 giugno - Jacob Hilsdorf, fotografo tedesco († 1916)
- 10 giugno - Harald Natvig, tiratore a segno norvegese († 1947)
- 12 giugno - Prospero Fedozzi, giurista italiano († 1934)
- 12 giugno - George Loane Tucker, regista, attore e sceneggiatore statunitense († 1921)
- 13 giugno - Thomas N. Heffron, regista cinematografico e attore teatrale statunitense († 1951)
- 14 giugno - Abelardo Albisi, flautista e compositore italiano († 1938)
- 15 giugno - Bill Burgess, nuotatore e pallanuotista inglese († 1950)
- 15 giugno - Johanna Gadski, soprano tedesco († 1932)
- 15 giugno - Cicely Hamilton, scrittrice, giornalista e attrice inglese († 1952)
- 17 giugno - Bonaventura Cerretti, cardinale e arcivescovo cattolico italiano († 1933)
- 18 giugno - Matti Aikio, poeta norvegese († 1929)
- 18 giugno - Jonas Mackevičius, pittore lituano († 1954)
- 18 giugno - Ana de Castro Osório, scrittrice, pedagoga e attivista portoghese († 1935)
- 20 giugno - Bernhard Sekles, compositore, direttore d'orchestra e docente tedesco († 1934)
- 21 giugno - Eugen Albrecht, patologo tedesco († 1908)
- 21 giugno - Luigi Capra, politico italiano († 1951)
- 21 giugno - Giovanni De Riseis, imprenditore e politico italiano († 1950)
- 21 giugno - Winter Hall, attore neozelandese († 1947)
- 21 giugno - Onorato Nicoletti, matematico italiano († 1929)
- 21 giugno - Mohammad Ali Shah Qajar, persiano († 1925)
- 22 giugno - Michele Cagnetta, magistrato e politico italiano († 1940)
- 22 giugno - Charles Murray, attore e regista statunitense († 1941)
- 23 giugno - Henri Hubert, storico e sociologo francese († 1927)
- 23 giugno - Luigi Orione, presbitero italiano († 1940)
- 24 giugno - Agnes Bennett, medico neozelandese († 1960)
- 24 giugno - Milton J. Fahrney, regista, sceneggiatore e attore statunitense († 1941)
- 25 giugno - Luise Renner, filantropa austriaca († 1963)
- 26 giugno - Giuseppe Nogara, arcivescovo cattolico italiano († 1955)
- 27 giugno - Heber Doust Curtis, astronomo statunitense († 1942)
- 27 giugno - Paul Laurence Dunbar, poeta statunitense († 1906)
- 27 giugno - Federico di Wied, nobile tedesco († 1945)
- 28 giugno - Giovanni Pietro Eligio Gorio, politico italiano († 1941)
- 29 giugno - Oreste Forlani, pittore e illustratore italiano († 1947)

## Luglio(44)
- 1º luglio - Louis Blériot, pioniere dell'aviazione e ingegnere francese († 1936)
- 1º luglio - Aleksej Chvostov, politico russo († 1918)
- 1º luglio - Khalil Mutran, poeta e giornalista libanese († 1949)
- 1º luglio - Angelo Porciatti, pistard italiano († 1914)
- 2 luglio - Gaëtan Gatian de Clérambault, psichiatra francese († 1934)
- 2 luglio - George William Mundelein, cardinale e arcivescovo cattolico statunitense († 1939)
- 4 luglio - Arturo Aly Belfàdel, glottologo e esperantista italiano († 1945)
- 4 luglio - Calvin Coolidge, politico statunitense († 1933)
- 5 luglio - Henrik Agersborg, velista norvegese († 1942)
- 5 luglio - Édouard Herriot, politico francese († 1957)
- 6 luglio - Alexander Hore-Ruthven, I conte di Gowrie, generale e politico britannico († 1955)
- 6 luglio - Maria Ludovica Teresa di Baviera, duchessa († 1954)
- 7 luglio - George Joseph Ryan, pedagogo e educatore statunitense († 1949)
- 9 luglio - Ejnar Nielsen, pittore danese († 1956)
- 10 luglio - Giovanni Battista Beverini, diplomatico e politico italiano († 1944)
- 11 luglio - José María Orellana Pinto, politico e generale guatemalteco († 1926)
- 12 luglio - Francesco Caporale, presbitero italiano († 1961)
- 12 luglio - Emil Hácha, politico e avvocato cecoslovacco († 1945)
- 12 luglio - Frederick Edward Smith, I conte di Birkenhead, politico britannico († 1930)
- 13 luglio - C.A. de Lima, attore e regista teatrale statunitense († 1954)
- 14 luglio - Irene Abendroth, soprano austriaco († 1932)
- 15 luglio - Arsciak Ciobanian, giornalista, critico letterario e drammaturgo armeno († 1954)
- 15 luglio - Jean Dargassies, ciclista su strada francese († 1965)
- 15 luglio - Alfred Hertz, direttore d'orchestra tedesco († 1942)
- 16 luglio - Roald Amundsen, esploratore norvegese († 1928)
- 16 luglio - Dimitrie Anghel, scrittore rumeno († 1914)
- 16 luglio - Rubaldo Merello, pittore italiano († 1922)
- 18 luglio - Julius Fučík, compositore ceco († 1916)
- 18 luglio - Frederick Sullivan, attore e regista inglese († 1937)
- 20 luglio - Federico Cammeo, giurista italiano († 1939)
- 20 luglio - Annibale Marinelli De Marco, imprenditore e politico italiano († 1947)
- 20 luglio - Lino Selvatico, pittore italiano († 1924)
- 20 luglio - Déodat de Séverac, compositore e organista francese († 1921)
- 23 luglio - Edward Adrian Wilson, esploratore, medico e naturalista britannico († 1912)
- 24 luglio - Christian Garnier, geografo francese († 1898)
- 25 luglio - Marco Davanzo, pittore italiano († 1955)
- 26 luglio - John Gourlay, calciatore canadese († 1949)
- 28 luglio - Fred Sanderson, tennista statunitense († 1928)
- 28 luglio - Albert Sarraut, politico francese († 1962)
- 29 luglio - Amedeo Bassi, tenore italiano († 1949)
- 29 luglio - Antonio Gandusio, attore italiano († 1951)
- 30 luglio - Alfonso Canzio, sindacalista italiano († 1919)
- 30 luglio - Clementina del Belgio, principessa belga († 1955)
- 30 luglio - Max Pohlenz, filologo classico tedesco († 1962)

## Agosto(52)
- 2 agosto - Francesco Valagussa, pediatra e politico italiano († 1950)
- 2 agosto - Allen West, tennista statunitense († 1952)
- 3 agosto - Domenico Fioritto, politico italiano († 1952)
- 3 agosto - Christian Schreiber, vescovo cattolico tedesco († 1933)
- 4 agosto - Emil Schön, schermidore tedesco († 1945)
- 5 agosto - Oswaldo Cruz, igienista e filantropo brasiliano († 1917)
- 7 agosto - Andries Cornelis Dirk de Graeff, politico olandese († 1957)
- 8 agosto - Domenico Quattrociocchi, pittore italiano († 1941)
- 8 agosto - Ferdinand Quénisset, astronomo francese († 1951)
- 9 agosto - Giuseppe Augusto d'Asburgo-Lorena, politico e generale ungherese († 1962)
- 9 agosto - Fredericka Douglass Sprague Perry, attivista e filantropa statunitense († 1943)
- 9 agosto - Angelo Rotta, arcivescovo cattolico italiano († 1965)
- 10 agosto - Engelberto Maria d'Arenberg, nobile e imprenditore belga († 1949)
- 10 agosto - Pietro Raveggi, archeologo e pubblicista italiano († 1951)
- 10 agosto - Arnaldo Segarizzi, bibliotecario e storico italiano († 1924)
- 11 agosto - James A. Allison, imprenditore statunitense († 1928)
- 11 agosto - Kijūrō Shidehara, politico giapponese († 1951)
- 11 agosto - Giuseppe Zacchini, scultore italiano († 1944)
- 12 agosto - Maria Luisa di Schleswig-Holstein, principessa inglese († 1956)
- 13 agosto - Adolphe Girod, generale, aviatore e politico francese († 1933)
- 13 agosto - Richard Martin Willstätter, chimico tedesco († 1942)
- 14 agosto - Frank Lanning, attore statunitense († 1945)
- 14 agosto - Emil Lind, attore e regista austriaco († 1948)
- 15 agosto - Sri Aurobindo, filosofo e mistico indiano († 1950)
- 16 agosto - Luigi Colombetti, maestro di scherma italiano († 1958)
- 16 agosto - Siegmund von Hausegger, compositore e direttore d'orchestra tedesco († 1948)
- 17 agosto - Bessie Potter Vonnoh, scultrice statunitense († 1955)
- 17 agosto - Traian Vuia, inventore romeno († 1950)
- 18 agosto - René Auberjonois, pittore svizzero († 1957)
- 18 agosto - Hugo Bettauer, scrittore, giornalista e sceneggiatore austriaco († 1925)
- 18 agosto - Attilio Cabiati, economista italiano († 1950)
- 19 agosto - Martha Root, statunitense († 1939)
- 19 agosto - Théophile de Donder, matematico e fisico belga († 1957)
- 20 agosto - Henry Ernest Atkins, scacchista britannico († 1955)
- 20 agosto - Petras Pranciskus Būčys, vescovo cattolico lituano († 1951)
- 20 agosto - Charles Corkran, generale inglese († 1939)
- 20 agosto - Vincenzo Manzini, giurista italiano († 1957)
- 21 agosto - Aubrey Beardsley, illustratore, scrittore e pittore inglese († 1898)
- 21 agosto - Piero Martinetti, filosofo e storico della filosofia italiano († 1943)
- 22 agosto - Filippo Cremonesi, banchiere e politico italiano († 1942)
- 22 agosto - Ugo Panichi, mineralogista italiano († 1966)
- 24 agosto - Max Beerbohm, scrittore inglese († 1956)
- 24 agosto - Carlo Romanelli, scultore italiano († 1947)
- 26 agosto - James J. Couzens, politico statunitense († 1936)
- 26 agosto - Bernardo di Lippe-Biesterfeld, principe tedesco († 1934)
- 27 agosto - Arthur Everitt, schermidore britannico († 1952)
- 27 agosto - Giovanni Battista Nasalli Rocca di Corneliano, cardinale e arcivescovo cattolico italiano († 1952)
- 27 agosto - Giuseppe Petrone, vescovo cattolico italiano († 1933)
- 28 agosto - Manuel Márquez Sterling, politico, giornalista e scacchista cubano († 1934)
- 29 agosto - Edith Howes, educatrice e scrittrice neozelandese († 1954)
- 30 agosto - Paolo Ubaldi, presbitero italiano († 1934)
- 31 agosto - Louis-Hugues Vincent, presbitero e archeologo francese († 1960)

## Settembre(58)
- 1º settembre - Philip Bach, calciatore inglese († 1937)
- 1º settembre - Riccardo Calcagno, politico e generale italiano († 1953)
- 1º settembre - Egidio Fazio, politico e partigiano italiano († 1957)
- 1º settembre - Matil'da Feliksovna Kšesinskaja, ballerina russa († 1971)
- 1º settembre - Mary H. O'Connor, sceneggiatrice e attrice statunitense († 1959)
- 2 settembre - Nicolò Schirò, mafioso italiano († 1957)
- 3 settembre - Hugh Grogan, giocatore di lacrosse statunitense († 1950)
- 4 settembre - Pietro Fumasoni Biondi, cardinale e arcivescovo cattolico italiano († 1960)
- 5 settembre - Horace Rice, tennista australiano († 1950)
- 5 settembre - Anton Staus, astronomo tedesco († 1955)
- 5 settembre - Carlo von Erlanger, ornitologo e esploratore tedesco († 1904)
- 6 settembre - Oddo Casagrandi, medico italiano († 1943)
- 6 settembre - Murray Fraser Sueter, ammiraglio inglese († 1960)
- 6 settembre - Karl Vossler, filologo e italianista tedesco († 1949)
- 7 settembre - Daniel Brottier, presbitero francese († 1936)
- 7 settembre - Carlos Magalhães de Azeredo, diplomatico, scrittore e poeta brasiliano († 1963)
- 7 settembre - Carlo Martinelli, politico italiano († 1926)
- 8 settembre - George Henry Dern, politico statunitense († 1936)
- 8 settembre - Harald Stormoen, attore e regista teatrale norvegese († 1937)
- 9 settembre - Phan Châu Trinh, rivoluzionario e patriota vietnamita († 1926)
- 10 settembre - Vladimir Klavdievič Arsen'ev, esploratore, naturalista e cartografo russo († 1930)
- 10 settembre - Ranjitsinhji Vibhoji, principe, crickettista e politico indiano († 1933)
- 11 settembre - Hermenegildo Anglada Camarasa, pittore spagnolo († 1959)
- 11 settembre - Filippo Galante, pittore e medaglista italiano († 1953)
- 12 settembre - Lionello Balestrieri, pittore e incisore italiano († 1958)
- 12 settembre - Ernesto La Polla, militare e aviatore italiano († 1951)
- 12 settembre - Andrea Marro, chirurgo italiano († 1951)
- 12 settembre - Felice Truffa, pittore italiano († 1895)
- 15 settembre - Eduard Pichl, alpinista, ingegnere e saggista austriaco († 1955)
- 18 settembre - Antonio Albertini, magistrato e politico italiano († 1966)
- 18 settembre - Gino Ducci, militare e politico italiano († 1962)
- 18 settembre - Carl Friedberg, pianista e docente tedesco († 1955)
- 18 settembre - Adolf Schmal, pistard e schermidore austriaco († 1919)
- 19 settembre - Uberto Pestalozza, storico, paleografo e docente italiano († 1966)
- 20 settembre - Maurice Gamelin, generale francese († 1958)
- 20 settembre - Sidney Olcott, produttore cinematografico, regista e attore canadese († 1949)
- 21 settembre - Henry Tingle Wilde, marinaio britannico († 1912)
- 22 settembre - Eleanor Hallowell Abbott, scrittrice statunitense († 1958)
- 22 settembre - Michael Begley, canottiere statunitense († 1938)
- 22 settembre - Sergej Buturlin, ornitologo russo († 1938)
- 23 settembre - Marie Depage, infermiera belga († 1915)
- 23 settembre - Solomija Krušel'nyc'ka, cantante lirica ucraina († 1952)
- 23 settembre - Gedeon Richter, farmacista e imprenditore ungherese († 1944)
- 23 settembre - Carlo Sforza, nobile, diplomatico e politico italiano († 1952)
- 24 settembre - Jaan Teemant, politico e avvocato estone
- 25 settembre - Charles Blake Cochran, impresario teatrale, attore e cantante inglese († 1951)
- 25 settembre - William Hennessy, lottatore statunitense († 1938)
- 25 settembre - Paul Reinecke, archeologo tedesco († 1958)
- 26 settembre - Ottokar Czernin, diplomatico e politico austriaco († 1932)
- 26 settembre - Max Ehrmann, scrittore e avvocato statunitense († 1945)
- 26 settembre - Émile Henry, anarchico francese († 1894)
- 27 settembre - Ludovico de Filippi, marinaio e aviatore italiano († 1918)
- 27 settembre - Karl Scheurer, politico svizzero († 1929)
- 28 settembre - Lena Ashwell, attrice e manager inglese († 1957)
- 28 settembre - Shirley Jackson Case, matematico e teologo canadese († 1947)
- 28 settembre - Tom Terriss, regista, attore e sceneggiatore britannico († 1964)
- 29 settembre - Valentino Bobbio, militare e politico italiano († 1940)
- 29 settembre - Giovanni Malfitano, chimico, microbiologo e filosofo italiano († 1941)

## Ottobre(79)
- 1º ottobre - Israël Querido, scrittore olandese († 1932)
- 2 ottobre - Roberto Bencivenga, generale e politico italiano († 1949)
- 2 ottobre - Uilke Vuurman, tiratore a segno olandese († 1955)
- 3 ottobre - Hermann Anschütz-Kaempfe, inventore tedesco († 1931)
- 3 ottobre - William P. Carleton, attore inglese († 1947)
- 3 ottobre - Fred Clarke, giocatore di baseball e allenatore di baseball statunitense († 1960)
- 3 ottobre - Henri Evenepoel, pittore e incisore belga († 1899)
- 4 ottobre - Ernest Blood, allenatore di pallacanestro statunitense († 1955)
- 4 ottobre - Ernest Fourneau, chimico e farmacologo francese († 1949)
- 4 ottobre - Roger Keyes, ammiraglio britannico († 1945)
- 4 ottobre - Auguste Marchais, maratoneta francese († 1952)
- 4 ottobre - Daniele Napoletano, compositore italiano († 1943)
- 5 ottobre - Carl Galle, mezzofondista tedesco († 1963)
- 5 ottobre - Gina Lombroso, divulgatrice scientifica, medico e scrittrice italiana († 1944)
- 5 ottobre - Nicolao Milone, vescovo cattolico italiano († 1945)
- 5 ottobre - Agustín Parrado y García, cardinale e arcivescovo cattolico spagnolo († 1946)
- 5 ottobre - Friedrich Rittelmeyer, teologo tedesco († 1938)
- 5 ottobre - Edith Wilson, first lady statunitense († 1961)
- 5 ottobre - Lawrence C. Windom, regista statunitense († 1957)
- 6 ottobre - Carl Gustaf Ekman, politico svedese († 1945)
- 6 ottobre - Michail Alekseevič Kuzmin, scrittore, compositore e poeta russo († 1936)
- 8 ottobre - Kristine Bonnevie, biologa norvegese († 1948)
- 8 ottobre - Giovanni Guarino Amella, politico italiano († 1949)
- 8 ottobre - Ralph Lewis, attore statunitense († 1937)
- 8 ottobre - Mary Engle Pennington, biochimica e batteriologa statunitense († 1952)
- 8 ottobre - John Cowper Powys, scrittore britannico († 1963)
- 10 ottobre - Dionysios Kasdaglis, tennista greco († 1931)
- 10 ottobre - Arthur Lapworth, chimico scozzese († 1941)
- 10 ottobre - Robert Penn, militare e vigile del fuoco statunitense († 1912)
- 11 ottobre - Emily Davison, attivista inglese († 1913)
- 11 ottobre - Alessio Di Giovanni, poeta e drammaturgo italiano († 1946)
- 11 ottobre - Karl Linsbauer, botanico austriaco († 1934)
- 11 ottobre - Harlan Fiske Stone, politico e giurista statunitense († 1946)
- 12 ottobre - Francesco Bascone, politico italiano († 1948)
- 12 ottobre - Ralph Vaughan Williams, compositore britannico († 1958)
- 13 ottobre - Isaia Baldrati, botanico e agronomo italiano († 1957)
- 13 ottobre - Blaise Diagne, politico francese († 1934)
- 13 ottobre - Louise Closser Hale, attrice statunitense († 1933)
- 13 ottobre - Henry Kistemaeckers, drammaturgo belga († 1938)
- 13 ottobre - Kid McCoy, pugile e attore statunitense († 1940)
- 13 ottobre - Víctor Manuel Román y Reyes, politico nicaraguense († 1950)
- 13 ottobre - Walter Wild, calciatore e dirigente sportivo inglese († 1953)
- 14 ottobre - Reggie Doherty, tennista britannico († 1910)
- 14 ottobre - Giuseppe Levi, scienziato, medico e anatomista italiano († 1965)
- 14 ottobre - Momcsilló Tapavicza, tennista, sollevatore e lottatore ungherese († 1949)
- 15 ottobre - José de Jesús López y González, vescovo cattolico messicano († 1950)
- 15 ottobre - Wilhelm Miklas, politico e insegnante austriaco († 1956)
- 15 ottobre - August Nilsson, tiratore di fune e astista svedese († 1921)
- 15 ottobre - Kidō Okamoto, scrittore giapponese († 1939)
- 16 ottobre - Walter Buckmaster, giocatore di polo inglese († 1942)
- 16 ottobre - José Horacio Campillo Infante, arcivescovo cattolico cileno († 1956)
- 16 ottobre - James McEwen, calciatore e allenatore di calcio inglese († 1942)
- 16 ottobre - Rudolf Schlechter, botanico tedesco († 1925)
- 16 ottobre - Victor Staub, pianista, compositore e docente francese († 1953)
- 16 ottobre - Augustin-Marie Tardieu, vescovo cattolico e missionario francese († 1942)
- 16 ottobre - Otto Witte, circense e truffatore tedesco († 1958)
- 17 ottobre - Giovanni Brusasca, politico italiano († 1948)
- 17 ottobre - Alfredo Capone, politico e avvocato italiano
- 17 ottobre - Al Giebler, sceneggiatore statunitense († 1950)
- 17 ottobre - Henri Quentin, presbitero e filologo francese († 1935)
- 18 ottobre - Pancrazio Pfeiffer, presbitero tedesco († 1945)
- 18 ottobre - Giuseppina del Belgio, principessa belga († 1958)
- 19 ottobre - Jacques Edwin Brandenberger, chimico svizzero († 1954)
- 20 ottobre - Calogero Licata, vescovo cattolico italiano († 1924)
- 20 ottobre - Nicola Lochoff, pittore e restauratore russo († 1948)
- 22 ottobre - Alessio Ascalesi, cardinale e arcivescovo cattolico italiano († 1952)
- 22 ottobre - Estácio Coimbra, giurista e politico brasiliano († 1937)
- 23 ottobre - Edgar J. Goodspeed, teologo e biblista statunitense († 1962)
- 24 ottobre - William Robert Daly, attore e regista statunitense († 1935)
- 24 ottobre - Vincenzo La Bella, pittore italiano († 1954)
- 24 ottobre - Peter O'Connor, triplista e lunghista britannico († 1957)
- 25 ottobre - Alexander Hardcastle, mecenate e archeologo britannico († 1933)
- 25 ottobre - Franc-Nohain, librettista e poeta francese († 1934)
- 26 ottobre - Harold Fraser, golfista statunitense († 1945)
- 26 ottobre - Jean Le Bret, velista francese († 1947)
- 28 ottobre - Giuseppe Emanuele Modigliani, politico, avvocato e antifascista italiano († 1947)
- 28 ottobre - David Smith, regista, direttore della fotografia e sceneggiatore inglese († 1930)
- 29 ottobre - Mauro Amoruso-Manzari, ingegnere, architetto e urbanista italiano († 1935)
- 30 ottobre - Martin Meulenberg, vescovo cattolico tedesco († 1941)

## Novembre(62)
- 1º novembre - Domenico Santoro, politico, giornalista e scrittore italiano († 1903)
- 3 novembre - Augusto Capon, ammiraglio italiano († 1943)
- 3 novembre - Paul Panzer, attore tedesco († 1958)
- 4 novembre - Ulisse Caputo, pittore italiano († 1948)
- 4 novembre - Enrico Nani, baritono italiano († 1940)
- 4 novembre - Barbu Știrbey, politico rumeno († 1946)
- 4 novembre - Giuseppe Torres, architetto italiano († 1935)
- 5 novembre - Adam Ludwik Czartoryski, nobile polacco († 1937)
- 5 novembre - Ulysses Davis, regista e sceneggiatore statunitense († 1924)
- 6 novembre - Michel Frédérick, ciclista su strada svizzero († 1912)
- 7 novembre - Walter Granger, paleontologo statunitense († 1941)
- 7 novembre - Lucille La Verne, attrice statunitense († 1945)
- 7 novembre - Leonora Speyer, poetessa e violinista statunitense († 1956)
- 8 novembre - Lina Pasini Vitale, soprano italiano († 1959)
- 8 novembre - Georg Schnéevoigt, direttore d'orchestra e violoncellista finlandese († 1947)
- 8 novembre - Feliciano Viera, politico uruguaiano († 1927)
- 9 novembre - Pierre Scheuer, presbitero e filosofo belga († 1957)
- 9 novembre - Burton Egbert Stevenson, scrittore statunitense († 1962)
- 9 novembre - Marian Thayer, socialite statunitense († 1944)
- 10 novembre - Michail Evseevič Bukinik, violoncellista, compositore e critico musicale ucraino († 1947)
- 11 novembre - Maude Adams, attrice teatrale statunitense († 1953)
- 11 novembre - Oreste Amici, pittore e artista italiano († 1930)
- 11 novembre - Adolfo Dollero, storico italiano († 1936)
- 11 novembre - Frederick Stock, direttore d'orchestra e compositore tedesco († 1942)
- 11 novembre - Charles Thom, microbiologo e micologo statunitense († 1956)
- 12 novembre - Arnold Durig, fisiologo austriaco († 1961)
- 12 novembre - William Fay, attore e regista irlandese († 1947)
- 13 novembre - Arnaldo Faustini, cartografo, geografo e scrittore italiano († 1944)
- 13 novembre - Bernard Knubel, pistard tedesco († 1957)
- 14 novembre - Henri Baur, tiratore di fune, lottatore e discobolo austriaco († 1932)
- 14 novembre - Pierre Selderslagh, schermidore belga († 1955)
- 16 novembre - Pietro Vasta, medico e politico italiano († 1909)
- 17 novembre - Margaret Turnbull, sceneggiatrice e commediografa scozzese († 1942)
- 18 novembre - Ivan Gavrilovič Blinov, pittore russo († 1944)
- 18 novembre - Edward Marsh, traduttore britannico († 1953)
- 18 novembre - Margaret Seddon, attrice statunitense († 1968)
- 18 novembre - Giovanni Vacca, matematico, storico della scienza e sinologo italiano († 1953)
- 19 novembre - Alberto Alessio, matematico e esperantista italiano († 1944)
- 20 novembre - Pietro Ago, militare e politico italiano († 1966)
- 21 novembre - Alfredo Bartoli, latinista e traduttore italiano († 1954)
- 22 novembre - Arturo Vacca Maggiolini, generale e politico italiano († 1959)
- 23 novembre - Dannie Heineman, ingegnere, imprenditore e filantropo statunitense († 1962)
- 23 novembre - Waldemar Steffen, altista, lunghista e triplista tedesco († 1965)
- 24 novembre - Giberto Arrivabene Valenti Gonzaga, militare e politico italiano († 1933)
- 24 novembre - Georgij Vasil'evič Čičerin, diplomatico russo († 1936)
- 24 novembre - Jagatjit Singh, principe indiano († 1949)
- 25 novembre - Robert de Flers, drammaturgo e critico letterario francese († 1927)
- 25 novembre - Robert Maysack, ginnasta e multiplista statunitense († 1960)
- 25 novembre - Giacinto Menotti Serrati, politico e giornalista italiano († 1926)
- 25 novembre - G. O. Smith, calciatore inglese († 1943)
- 27 novembre - Joseph-Édouard Barès, generale e aviatore francese († 1954)
- 27 novembre - Peter Raabe, compositore e direttore d'orchestra tedesco († 1945)
- 27 novembre - Louis Tribondeau, medico francese († 1918)
- 28 novembre - Suzanne Adams, cantante statunitense († 1953)
- 28 novembre - Georgij Nikolaevič di Leuchtenberg, nobile e ufficiale russo († 1929)
- 28 novembre - Alessandro Schiavi, giornalista, scrittore e sociologo italiano († 1965)
- 28 novembre - Guido Vitale, diplomatico, linguista e sinologo italiano († 1918)
- 29 novembre - Nikolaj Apollonovič Bajkov, ufficiale e scrittore russo († 1958)
- 29 novembre - Anna von Mildenburg, soprano austriaco († 1947)
- 29 novembre - Edoardo Vitale, direttore d'orchestra italiano († 1948)
- 30 novembre - Morris Fuller Benton, tipografo statunitense († 1948)
- 30 novembre - John McCrae, poeta, medico e militare canadese († 1918)

## Dicembre(51)
- 1º dicembre - Alfons Anker, architetto tedesco († 1958)
- 1º dicembre - Gerard Swope, imprenditore e dirigente d'azienda statunitense († 1957)
- 2 dicembre - Carl Lehle, canottiere tedesco († 1939)
- 2 dicembre - Milton Ross, attore statunitense († 1941)
- 2 dicembre - Irene Vanbrugh, attrice britannica († 1949)
- 3 dicembre - Berto Barbarani, poeta italiano († 1945)
- 3 dicembre - Jack Judge, compositore inglese († 1938)
- 3 dicembre - Maurice Larrouy, tiratore a segno francese
- 3 dicembre - Clemente Palma, scrittore, giornalista e politico peruviano († 1946)
- 3 dicembre - Harry Nelson Pillsbury, scacchista statunitense († 1906)
- 4 dicembre - Tina Di Lorenzo, attrice teatrale italiana († 1930)
- 5 dicembre - Marco De Marchi, imprenditore, naturalista e filantropo italiano († 1936)
- 6 dicembre - Pietro Egidi, storico italiano († 1929)
- 6 dicembre - Lucia Fairchild Fuller, pittrice statunitense († 1924)
- 6 dicembre - Sandy Turnbull, giocatore di lacrosse canadese († 1956)
- 7 dicembre - Johan Huizinga, storico e linguista olandese († 1945)
- 8 dicembre - William Perry Hay, naturalista statunitense († 1947)
- 8 dicembre - Giuseppe Merosi, progettista e imprenditore italiano († 1956)
- 9 dicembre - Adolphe Grisel, velocista, discobolo e lunghista francese († 1942)
- 9 dicembre - Thomas W. Hardwick, politico statunitense († 1944)
- 10 dicembre - Ludwig Klages, filosofo tedesco († 1956)
- 10 dicembre - William Lindsay, calciatore inglese († 1933)
- 12 dicembre - Daniel Halévy, storico e saggista francese († 1962)
- 12 dicembre - Heinrich Vogeler, pittore, architetto e poeta tedesco († 1942)
- 13 dicembre - Edward Childs Carpenter, commediografo e sceneggiatore statunitense († 1950)
- 14 dicembre - Giuseppe Romagnoli, medaglista e scultore italiano († 1966)
- 15 dicembre - Nikolaj Radin, attore russo († 1935)
- 16 dicembre - Anton Ivanovič Denikin, generale russo († 1947)
- 16 dicembre - Léon Homo, storico e docente francese († 1957)
- 17 dicembre - Émile Gabory, storico, poeta e archivista francese († 1954)
- 18 dicembre - Tiberio Evoli, medico e politico italiano († 1967)
- 18 dicembre - Luigi Gabba, astronomo italiano († 1948)
- 19 dicembre - Oreste Benedetti, baritono italiano († 1917)
- 21 dicembre - Sidney Ainsworth, attore britannico († 1922)
- 21 dicembre - Lorenzo Perosi, presbitero, compositore e direttore di coro italiano († 1956)
- 22 dicembre - Gino Caccianiga, politico italiano († 1942)
- 22 dicembre - Camille Guérin, microbiologo e veterinario francese († 1961)
- 23 dicembre - Vilém Kurz, pianista e docente cecoslovacco († 1945)
- 24 dicembre - Adam Gunn, multiplista statunitense († 1935)
- 24 dicembre - Alfredo Petrillo, avvocato, giornalista e politico italiano († 1943)
- 24 dicembre - Fred Semple, golfista e tennista statunitense († 1927)
- 25 dicembre - William Conklin, attore statunitense († 1935)
- 25 dicembre - Helena Rubinstein, imprenditrice polacca († 1965)
- 25 dicembre - Walter Augustin Villiger, astronomo svizzero († 1938)
- 26 dicembre - Norman Angell, politico e saggista britannico († 1967)
- 26 dicembre - Amedeo Herlitzka, fisiologo italiano († 1949)
- 28 dicembre - Pío Baroja, scrittore spagnolo († 1956)
- 28 dicembre - Maria Amandina di Schakkebroek, religiosa e missionaria belga († 1900)
- 28 dicembre - Ersilio Menzani, arcivescovo cattolico italiano († 1961)
- 30 dicembre - William Larned, tennista statunitense († 1926)
- 31 dicembre - Fred Marriott, pilota automobilistico statunitense († 1956)

## Senza giorno specificato(76)
- May Abbey, attrice statunitense († 1952)
- Sebastiano Agati, architetto, archeologo e storico dell'arte italiano († 1949)
- Ali Sait Akbaytogan, generale turco († 1950)
- Charles Ashley, regista e attore inglese
- Joseph Barcroft, fisiologo britannico († 1947)
- Suleiman Baruni, personalità religiosa, condottiero e pubblicista berbero († 1940)
- Kazimierz Bein, scrittore, medico e esperantista polacco († 1959)
- Adrian Birch, allenatore di calcio inglese († 1932)
- Gustave-Louis Blanc, chimico francese († 1927)
- Holbrook Blinn, attore statunitense († 1928)
- Léon Bouly, inventore francese († 1932)
- Libertà Carducci, italiana († 1964)
- Antonio Carini, batteriologo italiano († 1950)
- Lloyd B. Carleton, regista, attore e produttore cinematografico statunitense († 1933)
- Achille Cattaneo, pittore italiano († 1931)
- Alexandru Cazaban, scrittore rumeno († 1966)
- Spyridōn Chasapīs, nuotatore greco
- Oreste Chilleri, scultore italiano († 1926)
- Hilda Clark, modella e attrice teatrale statunitense († 1932)
- Primo Dorello, anatomista italiano († 1963)
- Charles Wesley Elmer, astronomo statunitense († 1954)
- Ferdinando Fino, fotografo italiano († 1918)
- William Fitzgerald, chirurgo statunitense († 1942)
- Raffaele Foà, storico italiano († 1955)
- Luigi Amilcare Fracchia, agronomo italiano († 1922)
- Federico Fusco, prefetto italiano
- Georges Gaudy, illustratore, incisore e pittore belga († 1941)
- Sophia Getzova, patologa israeliana († 1946)
- Josef Grafl, sollevatore austriaco († 1915)
- René Grandjean, calciatore francese
- Umberto Guillaume, circense italiano († 1935)
- Zalman Moishe HaYitzchaki, rabbino, mistico e religioso russo († 1952)
- Hermann Haack, geografo tedesco († 1966)
- Cyril Kirkpatrick, politico e ingegnere inglese († 1957)
- Julius Koch, tedesco († 1902)
- Nikolaj Konstantinovič Kol'cov, biologo russo († 1940)
- Paul George Konody, storico e critico d'arte ungherese († 1933)
- Francesco Lanza, mafioso italiano († 1937)
- Theodore Makridi Bey, archeologo e grecista turco († 1940)
- Manuele III del Congo, sovrano della Repubblica Democratica del Congo († 1927)
- Frederick Dana Marsh, illustratore statunitense († 1961)
- Manolo, scultore, pittore e poeta spagnolo († 1945)
- William Marçais, orientalista francese († 1956)
- Fëdor Andreevič Matisen, navigatore, esploratore e cartografo russo († 1921)
- Harry McRae Webster, regista, sceneggiatore e produttore cinematografico statunitense († 1940)
- Joseph Mears, imprenditore britannico († 1935)
- Assunto Mori, geografo italiano († 1956)
- George Morrell, allenatore di calcio scozzese
- Ludvig Mylius-Erichsen, esploratore danese († 1907)
- Giuseppe Ortolani, critico letterario italiano († 1958)
- Agostino Pappi, botanico italiano († 1951)
- Edwin R. Phillips, attore e regista statunitense († 1915)
- Giovanni Pinza, archeologo italiano († 1940)
- John Rigby Poyser, architetto britannico († 1954)
- Giulio Provenzal, chimico e divulgatore scientifico italiano († 1954)
- Geōrgios Psachos, tiratore di fune greco
- Andrija Radović, politico montenegrino († 1947)
- Giovanni Battista Rossino, pittore italiano († 1956)
- Richard Röstel, ginnasta tedesco
- Giuseppe Sacco Albanese, attore maltese († 1943)
- Fritz Sauer, ginnasta tedesco
- Ferdinand Schirren, pittore e scultore belga († 1944)
- Henry Seiling, tiratore di fune statunitense
- Shimazaki Tōson, poeta e scrittore giapponese († 1943)
- Scott Sidney, regista statunitense († 1928)
- Aleksandra L'vovna Sokolovskaja, politica e rivoluzionaria russa († 1938)
- George K. Spoor, produttore cinematografico statunitense († 1953)
- Nikolaos Stratos, politico greco († 1922)
- James Sutherland, scrittore scozzese († 1932)
- Amedeo John Engel Terzi, entomologo e illustratore italiano († 1956)
- Fitzhugh Townsend, schermidore statunitense († 1906)
- Geōrgios Tsitas, lottatore greco
- Anton Witek, violinista boemo († 1933)
- Ernest Vincent Wright, scrittore statunitense († 1939)
- Roberto Züst, imprenditore svizzero († 1945)
- Ahmed esh-Sherif, politico libico († 1933)